# EU Music
«EU Music» — український музичний телеканал, що транслює європейську попмузику.

## Історія
Етер телеканалу спочатку повністю або частково складався з російської музики (колишня назва RU Music). З 1 листопада 2015 року після перейменування на «EU Music», канал переорієнтовано на європейську поп-музику.
15 січня 2015 року «RU Music» почав мовлення у форматі HDTV (1080i) та став першим у Центральній і Східній Європі, а також на території СНД музичним каналом у форматі високої чіткості.
23 березня 2015 року власником ТОВ «Музичний телеканал Ру М'юзік» замість ТОВ «Ар Ю М'юзік» стало ТОВ «Музичне телебачення України».
1 листопада 2015 року канал змінив назву на «EU Music». Це пов'язане з тим, що він переорієнтувався на сучасну європейську музику.
З 18 січня 2018 року «EU Music» входить в «Українську телевізійну асоціацію».
4 січня 2024 року телеканал припинив супутникове мовлення. 18 січня на своєму засіданні Національна рада України з питань телебачення і радіомовлення зареєструвала телеканал як лінійне медіа, що працює за технологією ОТТ.

## Логотипи
Канал змінив 3 логотипи. Нинішній 4-й за ліком.
| Логотип | Опис |
| ------- | --- |
|         | Першим логотипом був квадрат без тла із визначеними контурами, всередині якого душка та крапка, які нагадують смайлик або тілаку. Праворуч розташовано напівжирне слово «RU», нижче якого менше за розміром слово «music». Логотип сірого кольору, напівпрозорий. Знаходився у правому нижньому куті та був злегка об'ємним. |
|         | Другий логотип був схожим до попереднього. Контури квадрату стали білими, а «смайлик» — червоними. Напис «RU Music» був білого кольору. Логотип знаходився на помаранчево-зеленому тлі з нерівними межами і був злегка об'ємним. Знаходився там же.                                                                          |
|         | З 1 листопада 2014 по 31 жовтня 2015 року логотип нагадував попередній. Об'ємність та тло зникли. Змінився шрифт напису. Логотип став блакитного кольору із малими кольоровими «смужками». |
|         | З 1 листопада 2015 року використовується той же логотип, тільки літера «R» замінена на «E». Деколи «смайлик» змінюється написом «HD». |

## Нагороди
- 2009 — Media & Sat Leaders
- 2011 — Золоте перо
- 2011 — Кришталевий мікрофон

## Партнери
- Gala Records
- Sony Music
- Talant Group
- Люкс ФМ
- Pomitni
- Продюсерська компанія «Моноліт»
- Velvet Music
- Худяков Production